# Naval Base Kitsap

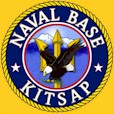
Logo der Naval Base Kitsap

Die Naval Base Kitsap ist ein Marinestützpunkt der United States Navy auf der Kitsap-Halbinsel (Teil der Olympic-Halbinsel) im US-Bundesstaat Washington. Sie entstand 2004 durch die Zusammenlegung der ehemaligen Naval Station Bremerton mit dem U-Boot-Stützpunkt Naval Submarine Base Bangor. Der Stützpunkt dient als Flottenoberkommando der Marinestreitkräfte der Navy Region Northwest und als Heimathafen für Überwasserstreitkräfte und U-Boote und stellt zahlreiche Unterkünfte für Personal und Versorgungs- und Wartungseinrichtungen für Navy-Einheiten. Die Naval Base Kitsap setzt sich aus verschiedenen militärischen Einrichtungen in Bremerton, Bangor und Keyport zusammen.
Im Jahr 2005 erhielt die Basis den jährlichen Preis Commander in Chief's Award for Installation Excellence für die beste Basis der US Navy.

## Stationierte Einheiten
- (as of February, 2023)

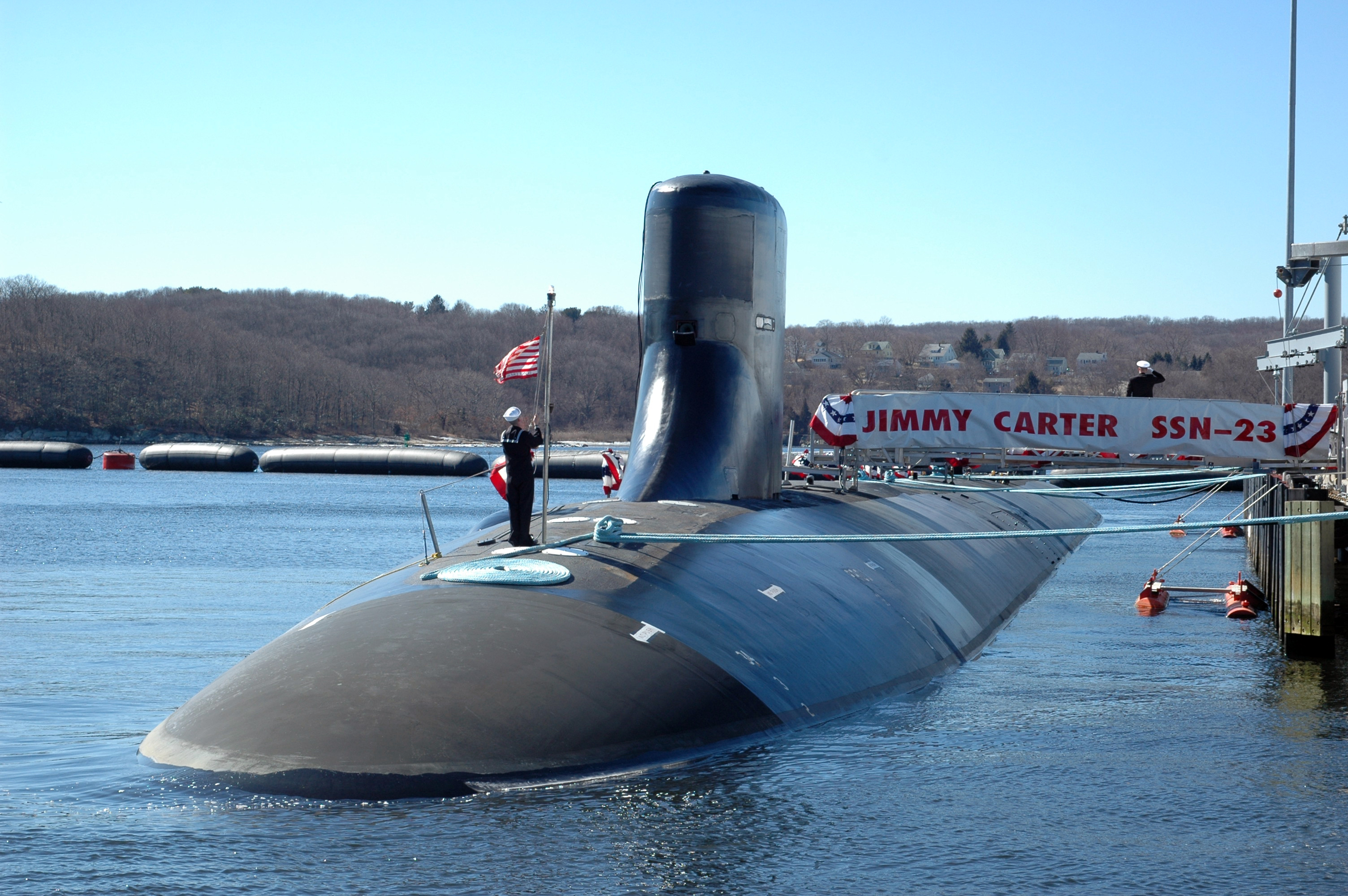
Jimmy Carter

- Commander, Carrier Strike Group Three

| Guided missile Submarines - USS Ohio (SSGN-726) - USS Michigan (SSGN-727) Ballistic missile Submarines - USS Henry M. Jackson (SSBN-730) - USS Alabama (SSBN-731) - USS Nevada (SSBN-733) - USS Pennsylvania (SSBN-735) - USS Kentucky (SSBN-737) - USS Nebraska (SSBN-739) - USS Maine (SSBN-741) - USS Louisiana (SSBN-743) Fast Attack Submarines - USS Seawolf (SSN-21) - USS Jimmy Carter (SSN-23) | Aircraft Carriers - USS Nimitz (CVN-68) - USS Ronald Reagan (CVN-76) Fast Attack Submarines - USS Connecticut (SSN-22) - USS Chicago (SSN-721) - USS Key West (SSN-722) - USS San Juan (SSN-751) |